# Ohre-Drömling
Koordinaten: 52° 29′ 0″ N, 11° 7′ 0″ O
Das Naturschutzgebiet (NSG) Ohre-Drömling liegt im Altmarkkreis Salzwedel und im Landkreis Börde in Sachsen-Anhalt. Es umfasst große Teile des Niedermoorgebiets Drömling und ist das größte Naturschutzgebiet des Landes. 

## Geographie

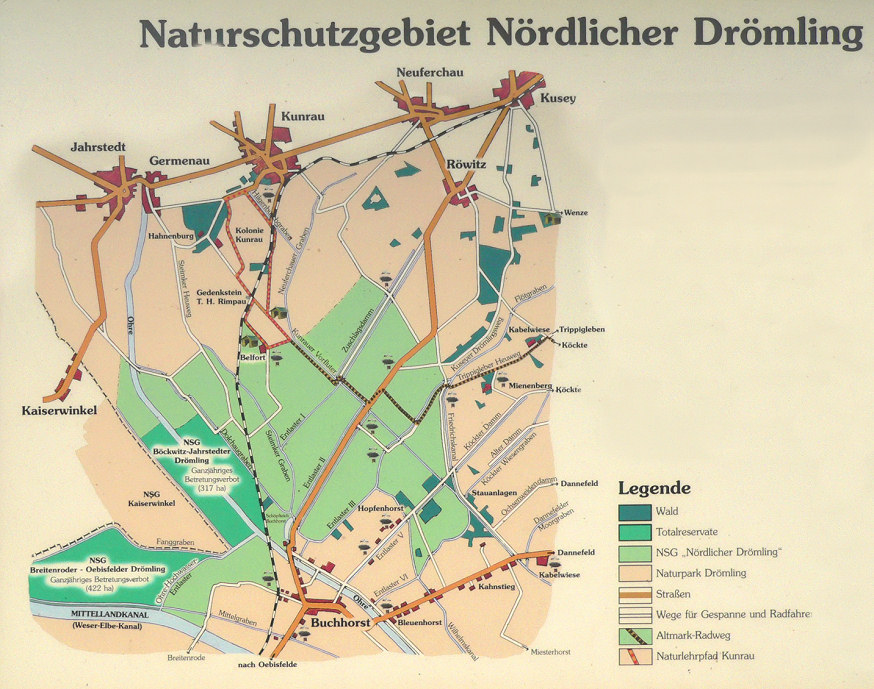
Lage des nördlichen Bereichs des NSG (Karte vor 2005)

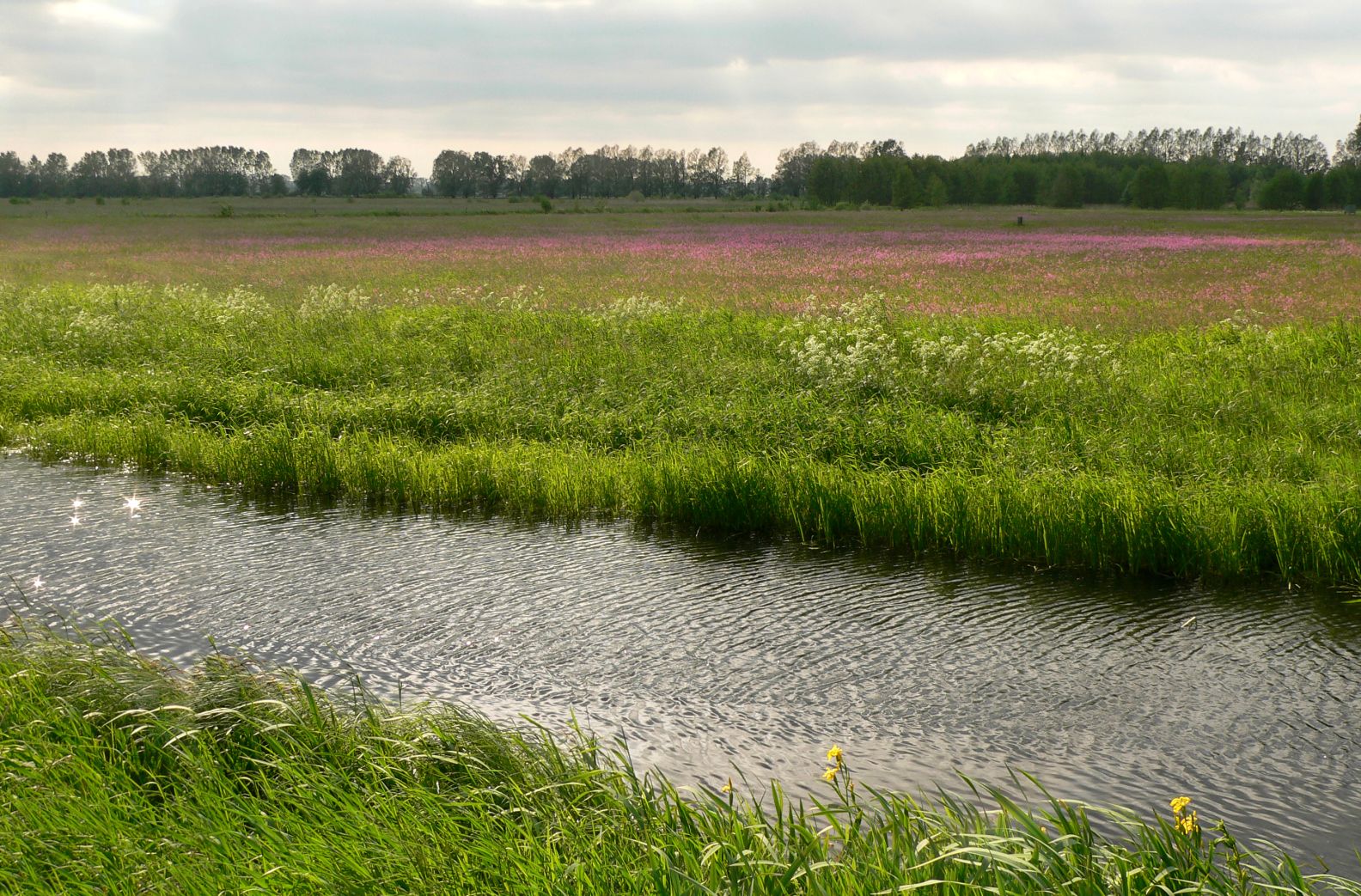
NSG Ohre-Drömling

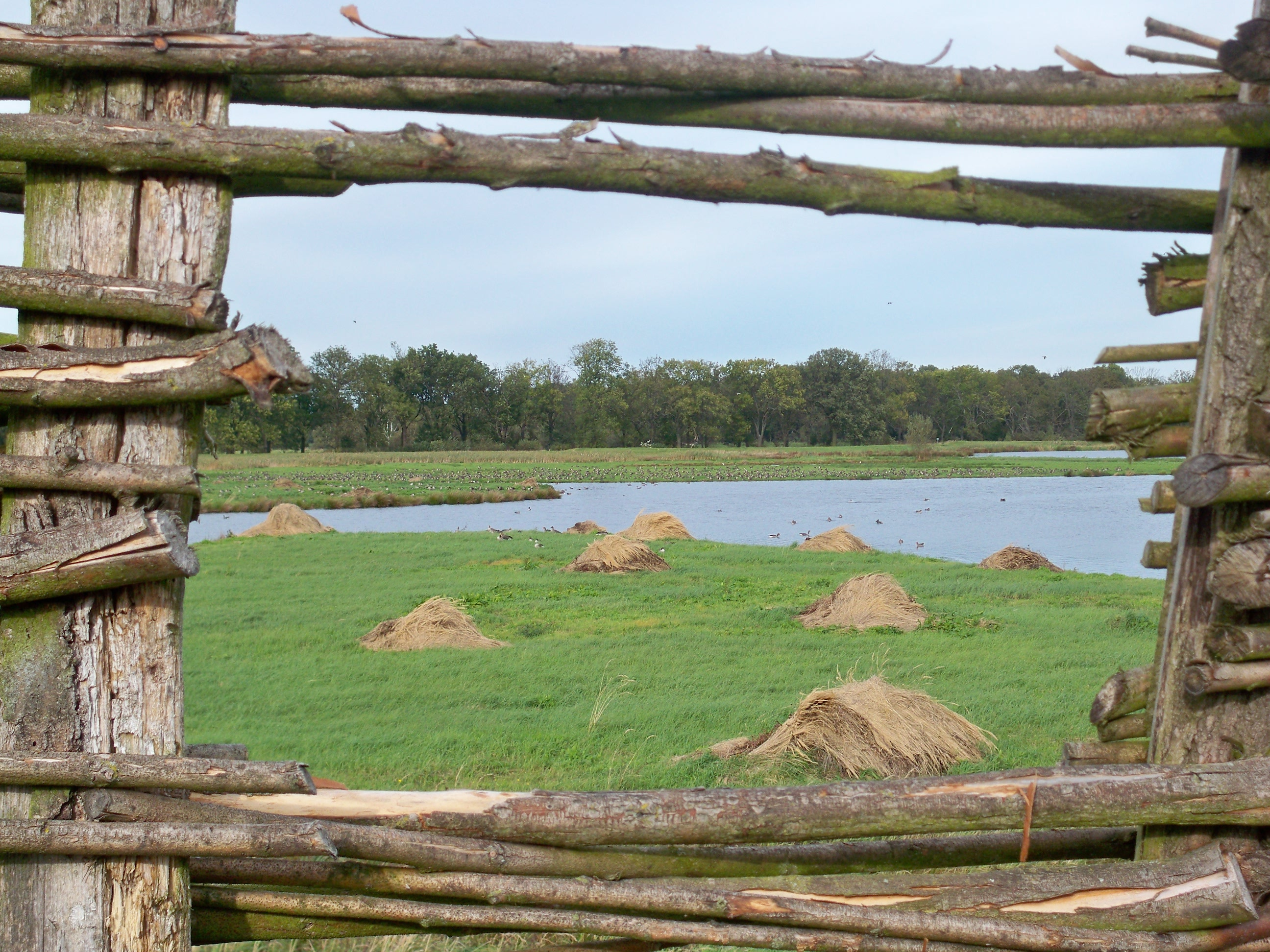
Flachwasserzone Mannhausen mit Tausenden Gänsen im Oktober

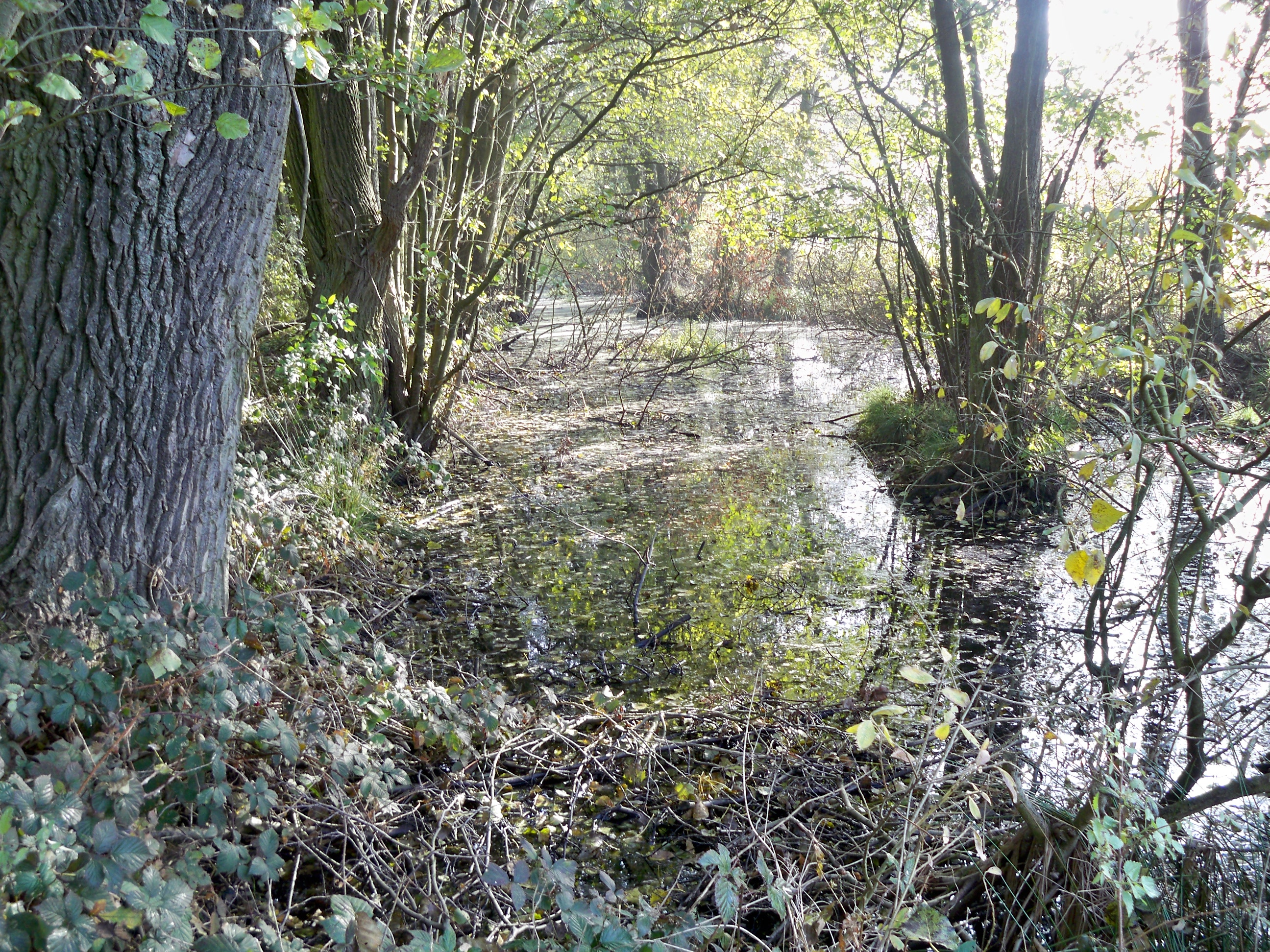
Tümpel im Jeggauer Moor

Das Naturschutzgebiet liegt im Drömling, der zum größeren Teil zu Sachsen-Anhalt und zum kleineren Teil zu Niedersachsen gehört. Das Gebiet umfasst 103,4 Quadratkilometer. Es reicht vom Nördlichen Drömling südlich von Kunrau im Nordwesten bis zum Gebiet Südlicher Drömling nördlich von Calvörde im Südosten. Das Gebiet ist etwa 23 Kilometer lang, teilweise aber nur einen Kilometer breit. Der Oebisfelde-Weferlinger Ortsteil Buchhorst liegt innerhalb des Gebiets, gehört aber nicht dazu. Einige Kolonien liegen innerhalb des Gebiets, sind aber von einigen Bestimmungen ausgenommen. Durch das Gebiet führen die Schnellfahrstrecke Hannover–Berlin und mehrere Straßen, die ebenfalls nicht Bestandteil des Naturschutzgebiets sind. Das Naturschutzgebiet liegt zu beiden Seiten der Ohre und des Mittellandkanals. Das getrennt vom übrigen Gebiet liegende Jeggauer Moor zwischen Trippigleben und Jeggau gehört ebenfalls zum Naturschutzgebiet. 
Das Gebiet ist in Schutzzonen I (Kernzone mit ganzjährigem Betretungsverbot) bis IV (Verbindungszone) gegliedert. Die Schutzzonen des Typs I umfassen 840 Hektar (ha), die des Typs II (Nässezone) 2900 ha, die des Typs III (Erhaltungszone) 4630 ha und die Schutzzonen des Typs IV 1910 ha.
Als Schutzzone I sind die folgenden Bereiche ausgewiesen:
- Böckwitzer-Jahrstedter Drömling, nordwestlich von Buchhorst, grenzt an Niedersachsen
- Breitenroder-Oebisfelder Drömling, westlich von Buchhorst, grenzt an Niedersachsen
- Bekassinenwiese, zwischen Miesterhorst und Bösdorf

Schutzzonen der Stufe II sind die folgenden Gebiete:
- Südlicher Drömling, zwischen Mieste und Calvörde
- Allerkanalspitze, bei Mannhausen
- Flachwasserzone Mannhausen, bei der Kolonie Mannhausen
- Langer Winkel, bei Solpke
- Rätzlinger Drömling, bei Rätzlingen
- Nördlicher Drömling
- Buschbleeke, bei Wassensdorf
- Stauberg, nordöstlich von Breitenrode
- Kämmerei, im Süden des Gebiets am Mittellandkanal
- Bauerndamm, bei Breitenrode
- Kiefholzwiesen, zwischen Breitenrode und der niedersächsischen Grenze
- Jeggauer Moor
- Kaltes Moor, zwischen Köckte und Buchhorst[3][2]

Das Biosphärenreservat Drömling Sachsen-Anhalt – bis 2019 Naturpark Drömling – umfasst neben dem Naturschutzgebiet Ohre-Drömling weitere Gebiete, vor allem östlich des NSG. Wesentliche Überschneidungen gibt es mit dem FFH-Gebiet Drömling und dem EU-Vogelschutzgebiet Drömling.

## Geschichte
Das heute unter Schutz stehende Gebiet war bis in das 18. Jahrhundert eine kaum durchdringbare Sumpflandschaft, in der Bruchwälder vorherrschten. Durch Melioration wurde der Drömling urbar gemacht. Es wurden Rimpau’sche Moordammkulturen angelegt, die heute durch ihre zahlreichen parallelen Gräben erkennbar sind. 
Vor der Wende gab es erste Initiativen, Teile des Drömlings der landwirtschaftlichen Nutzung zu entziehen. 1990 wurde noch von der DDR-Regierung der Naturpark Drömling eingerichtet und mehrere Gebiete des sachsen-anhaltischen Drömlings unter Naturschutz gestellt. Folgende Naturschutzgebiete wurden gegründet:
- Nördlicher Drömling, 2253,7 Hektar (ha)
- Böckwitzer-Jahrstedter Drömling, 317 ha, Totalreservat
- Breitenroder-Oebisfelder Drömling, 432 ha, Totalreservat
- Stauberg, 14,3 ha
- Bekassinenwiese, 42,6 ha
- Jeggauer Moor, 66,2 ha
- Südlicher Drömling, 1397,6 ha[1]

Zum 1. Juli 2005 wurde das NSG Ohre-Drömling gegründet. Es enthält alle vorgenannten Naturschutzgebiete und ist mehr als doppelt so groß wie die bisherigen Naturschutzgebiete zusammen. Es wird auch als NSG 0387 bezeichnet. 2008 bewilligte das Bundesumweltministerium 2,5 Millionen Euro für den Naturschutz im Drömling.

## Ökologie, Flora und Fauna
Als Schutzzweck ist angegeben:

„Sicherung der Arten- und Formenvielfalt einer von grundwasserbeeinflußten Wald- und Grünlandstandorten gekennzeichneten Kulturlandschaft unter Bewahrung von naturnahen Ökosystemen der Naß- und Feuchtstandorte; Erhaltung der kulturhistorisch bedeutsamen Moordammkulturen und die Entwicklung einer ökologisch orientierten Gesamtbewirtschaftung“

Östlich der Kolonie Mannhausen wurde 2001 die rund 40 ha umfassende Flachwasserzone Mannhausen mit zahlreichen Inseln und Halbinseln als Ausgleichsmaßnahme zur Verbreiterung des Mittellandkanals angelegt. Das Gebiet befindet sich unmittelbar am Mittellandkanal und ist durch ein Einlassbauwerk mit ihm verbunden. Dort finden zahlreiche Wasservögel in großer Individuenzahl einen Lebensraum.
Der Drömling liegt im Übergang der atlantischen zu den kontinentalen Florenelementen. Zahlreiche seltene Pflanzenarten kommen vor, vor allem in den Gräben. Dazu gehört der Gemeine Pillenfarn, der Flutende Sellerie, der Sumpfquendel und der Große Wasserfenchel.
Säugetierarten wie Biber, Fischotter und zwölf Fledermausarten nutzen das Gebiet als Lebensraum. Wasseraffine Vögel kommen in hoher Arten- und Individuenzahl vor. Zu ihnen zählen Kiebitz, Weißstorch, Eisvogel, Bekassine und Kranich, aber auch Schwarzstorch und Seeadler. Als charakteristisch gilt der Große Brachvogel. Viele Reptilien und Amphibien leben im Naturschutzgebiet, darunter die Ringelnatter und der Europäische Laubfrosch. In den Gräben kommen Schmerlenartige wie der Schlammpeitzger sowie die Quappe vor. Außerdem ist das Naturschutzgebiet Lebensraum für zahlreiche seltene Käfer- und Libellenarten.
Eine an die speziellen Standortbedingungen angepasste Landwirtschaft ist außer in Schutzzone I durchaus vorgesehen. Auch die Jagd und die Wasserwirtschaft sind eingeschränkt gestattet.

## Naturschutz im Drömling
Das Naturschutzgebiet Ohre-Drömling liegt vollständig innerhalb des Biosphärenreservats Drömling, das auch Landschaftsschutzgebiete, Verkehrswege und Siedlungen enthält. In Kämkerhorst befindet sich innerhalb des NSG das Drömlingsinformationszentrum Kämkerhorst. Im niedersächsischen Teil des Drömling wurden 1988 bis 1991 vier Naturschutzgebiete mit zusammen 1777 ha ausgewiesen. Dabei grenzt das Naturschutzgebiet Kaiserwinkel unmittelbar an die Gebiete Böckwitzer-Jahrstedter Drömling und Breitenroder-Oebisfelder Drömling, ist aber kein Totalreservat. Ein weiteres Naturschutzgebiet, der Nördliche Drömling, wurde im November 2019 ausgewiesen.